# ジョージ・トンプソン
ジョージ・トンプソン（George Thompson, 生年不詳 - 1619年）は、イギリスの探検家。初期のアフリカ探検者である。

## 経歴・人物
マリのトンブクトゥが黄金の供給元であることを掴んだロンドンのアフリカ通商会社の依頼で1618年に西アフリカに赴き、ガンビア川からトンブクトゥに至るルートを探索したが、不首尾に終わる。翌年に再びガンビア川に赴き、挽回を期して遡上したものの、上流域で部下に背かれて殺害された。